# Theronia lurida
Theronia lurida är en stekelart som beskrevs av Tosquinet 1896. Theronia lurida ingår i släktet Theronia och familjen brokparasitsteklar. Inga underarter finns listade i Catalogue of Life.